# Amro Tarek
Amro Tarek (en árabe: عمرو طارق‎; Los Ángeles, 17 de mayo de 1992) es un futbolista estadounidense con nacionalidad egipcia que juega en la demarcación de defensa para el Tala'ea El-Gaish S. C. de la Premier League de Egipto.

## Trayectoria
Desde los siete años empezó a formarse como futbolista en clubes como el Asyut Cement o el ENPPI Club, hasta que en mayo de 2010 viajó a Europa para fichar por el 1. FC Magdeburg II. Un año después fue el SC Freiburg II quien se hizo con sus servicios para jugar en la Regionalliga. Empezó a jugar en la posición de extremo, hasta que poco a poco fue retrasado a la línea de defensa. En mayo de 2012 fichó por el VfL Wolfsburg II, y a pesar alargar su contrato un año más, se fue al HNK Hajduk Split para ser probado. Tras no ser fructífero para el club, volvió a Estados Unidos para jugar un partido de la MLS Reserve League con el Chivas USA. Posteriormente volvió a Alemania para hacer una pequeña prueba con el FC Bayern Munich, y tras no funcionar, volvió a Egipto para fichar por el El Gouna FC en enero de 2014, haciendo su debut el día 9 contra el Smouha SC. En su primera temporada con el club jugó quince partidos, y en la segunda fue titular indiscutible antes del parón en la liga debido a problemas políticos. En noviembre de 2014 se fue a hacer una prueba con el FC Luzern suizo, al igual que fue asociado con el Al Ahly SC, pero no dio sus frutos.
El 6 de julio de 2015, Tarek firmó un contrato por cuatro años con el Real Betis de la Primera División de España. Tras no jugar ningún partido con el club, el Betis lo cedió en el mercado invernal de ese año al Columbus Crew. El verano de 2016 se desvincula del Betis para fichar por el Ismaily egipcio, pero a los 33 días deja el club por problemas de adaptación a la ciudad de Ismailía. Ficha entonces por el ENPPI.

## Selección nacional
Tarek podía ser convocado tanto por Egipto como por los Estados Unidos al poseer ambas nacionalidades. Habiendo jugado un partido con la selección de fútbol sub-20 de Egipto, fue posteriormente observado para ser elegido por la selección de fútbol sub-23 de los Estados Unidos que disputó la clasificación para los Juegos Olímpicos de Río de Janeiro 2016, aunque finalmente no disputó ningún encuentro. Finalmente, el 28 de marzo de 2017, jugó su primer partido oficial, con la selección de fútbol de Egipto, contra Togo.

## Estadísticas
Actualizado al último partido disputado el 7 de marzo de 2020.
| SC Freiburg II · Alemania                                | 4.ª           | 2011-12       | 15  | 0 | - | - | - | - | 15  | 0 |
| SC Freiburg II · Alemania                                | Total club    | Total club    | 15  | 0 | 0 | 0 | 0 | 0 | 15  | 0 |
| Wolfsburgo II · Alemania                                 | 4.ª           | 2012-13       | 20  | 1 | - | - | - | - | 20  | 1 |
| Wolfsburgo II · Alemania                                 | Total club    | Total club    | 20  | 1 | 0 | 0 | 0 | 0 | 20  | 1 |
| El Gouna · Egipto                                        | 1.ª           | 2013-14       | 15  | 0 | 1 | 0 | - | - | 16  | 0 |
| El Gouna · Egipto                                        | 1.ª           | 2014-15       | 30  | 0 | 1 | 0 | - | - | 31  | 0 |
| El Gouna · Egipto                                        | Total club    | Total club    | 45  | 0 | 2 | 0 | 0 | 0 | 47  | 0 |
| Real Betis · España                                      | 1.ª           | 2015-16       | 0   | 0 | 0 | 0 | 0 | 0 | 0   | 0 |
| Real Betis · España                                      | Total club    | Total club    | 0   | 0 | 0 | 0 | 0 | 0 | 0   | 0 |
| Columbus Crew Estados Unidos                             | 1.ª           | 2016          | 1   | 0 | 0 | 0 | - | - | 1   | 0 |
| Columbus Crew Estados Unidos                             | Total club    | Total club    | 1   | 0 | 0 | 0 | 0 | 0 | 1   | 0 |
| ENPPI · Egipto                                           | 1.ª           | 2016-17       | 23  | 0 | 2 | 0 | - | - | 25  | 0 |
| ENPPI · Egipto                                           | Total club    | Total club    | 23  | 0 | 2 | 0 | 0 | 0 | 25  | 0 |
| Wadi Degla · Egipto                                      | 1.ª           | 2017-18       | 11  | 0 | 0 | 0 | - | - | 11  | 0 |
| Wadi Degla · Egipto                                      | Total club    | Total club    | 11  | 0 | 0 | 0 | 0 | 0 | 11  | 0 |
| Orlando City Estados Unidos                              | 1.ª           | 2018          | 20  | 1 | 1 | 0 | - | - | 21  | 1 |
| Orlando City Estados Unidos                              | Total club    | Total club    | 20  | 1 | 1 | 0 | 0 | 0 | 21  | 1 |
| New York Red Bulls Estados Unidos                        | 1.ª           | 2019          | 20  | 1 | 1 | 0 | - | - | 21  | 1 |
| New York Red Bulls Estados Unidos                        | 1.ª           | 2020          | 2   | 0 | 0 | 0 | - | - | 2   | 0 |
| New York Red Bulls Estados Unidos                        | Total club    | Total club    | 22  | 1 | 1 | 0 | 0 | 0 | 23  | 1 |
| New York Red Bulls II Estados Unidos                     | 2.ª           | 2019          | 1   | 0 | - | - | - | - | 1   | 0 |
| New York Red Bulls II Estados Unidos                     | Total club    | Total club    | 1   | 0 | 0 | 0 | 0 | 0 | 1   | 0 |
| Total carrera                                            | Total carrera | Total carrera | 158 | 3 | 6 | 0 | 0 | 0 | 164 | 3 |
| (1) Incluye datos de la Copa de Egipto y la US Open Cup. |               |               |     |   |   |   |   |   |     |   |